# 第二台電影頻道
第二台電影頻道（冰島語：Stöð 2 Bíó）是冰島一條在2010年開播的收費電視頻道，隸屬於「Sýn」媒體公司。這條頻道主要播放冰島語經典電影和輔以冰島語字幕的外語電影，並會向觀眾提供網路直播與影片分享服務。